# Appana comoriensis
Appana comoriensis là một loài bướm đêm trong họ Noctuidae.